# Ain't Love Grand
Ain't Love Grand è il quinto album discografico degli X.

## Descrizione
Per la prima volta il gruppo di Los Angeles non è prodotto da Ray Manzarek, che viene sostituito da Michael Wagener.

## Tracce
1. Burning House of Love – 3:54 (Exene Cervenka, John Doe)
2. Love Shack – 3:06 (Exene Cervenka, John Doe)
3. My Soul Cries Your Name – 3:37 (Exene Cervenka, John Doe)
4. My Goodness – 4:40 (Exene Cervenka, John Doe)
5. Around My Heart – 4:43 (Exene Cervenka, John Doe)
6. What's Wrong With Me – 3:43 (Exene Cervenka, John Doe)
7. All or Nothing – 3:08 (S.Marriott, D.Lane)
8. Watch the Sun Goes Down – 3:50 (Exene Cervenka, John Doe)
9. I'll Stand up for You – 4:00 (Exene Cervenka, John Doe)
10. Little Honey – 3:43 (John Doe, Dave Alvin)
11. Supercharged – 3:47 (Exene Cervenka, John Doe)

## Formazione
- Exene Cervenka: voce
- John Doe: basso, voce
- Billy Zoom: chitarra
- D.J. Bonebrake: batteria